# Минский областной Совет депутатов
Ми́нский областно́й Сове́т депута́тов (бел. Мінскі абласны Савет дэпутатаў) является представительным государственным органом на территории Минской области и основным звеном системы местного самоуправления. Он относится к областному территориальному уровню и является юридическим лицом.
В соответствии с Конституцией Республики Беларусь Минский областной Совет депутатов избирается гражданами, проживающими на территории Минской области, на основе всеобщего, свободного, равного и прямого избирательного права при тайном голосовании сроком на 4 года по мажоритарной системе.
В состав депутатского корпуса входит 60 депутатов.

## Полномочия
- утверждение межтерриториальных программ и мероприятий, осуществление полномочий, делегированных Советами базового территориального уровня;

содействие в установленных законодательством Республики Беларусь случаях сбалансированности бюджетов административно-территориальных единиц на территории области;
- установление в соответствии с законодательством Республики Беларусь местных налогов, сборов и пошлин;
- оказание организационно-методической помощи Советам базового и первичного территориальных уровней в разработке региональных программ развития с учетом национально-культурной и демографической политики Республики Беларусь;
- регулирование земельных отношений в пределах компетенции, предусмотренной законодательством Республики Беларусь;
- решение вопросов административно-территориального устройства в соответствии с законодательством Республики Беларусь;
- решение других вопросов общеобластного значения, если при этом не ущемляется самостоятельность Советов других уровней в осуществлении ими своих полномочий.

## Руководство
- Председатель — Липницкий Иван Эдуардович (январь 2013—февраль 2018)[2], Якубицкая Наталья Викторовна (с февраля 2018);
  - Заместитель председателя — Воробей Жанна Александровна, Губаш Владимир Александрович;
  - Председатель мандатной комиссии — Зябликова Елена Олеговна;
  - Председатель постоянной комиссии по развитию социальной сферы — Китиков Игорь Семенович;
  - Председатель постоянной комиссии по бюджетно-экономическим вопросам и внешнеэкономическим связям — Пархомчик Петр Александрович;
  - Председатель постоянной комиссии по промышленности, услугам населению, строительству и жилищно-коммунальному хозяйству — Прудник Николай Павлович;
  - Председатель постоянной комиссии по аграрным вопросам, продовольствию, экологии и рациональному использованию природных ресурсов — Радоман Николай Вячеславович.

## Состав
Выборы 27-го созыва состоялись 23 марта 2014 года, на которых били избраны 60 депутатов Минского областного совета. В совете были представлены две партии — КПБ и РПТС. Все остальные члены являлись беспартийными.
18 февраля 2018 года состоялись выборы в областной Совет депутатов 28-го созыва, на которых были избраны 60 депутатов, среди них — 2 представителя Коммунистической партии. В Минской области выборы состоялись по всем 3451 избирательному округу, явка составила 78,03%, при этом 34% граждан проголосовали досрочно
| Партия                                                       | Получила голосов | Мест |
| ------------------------------------------------------------ | ---------------- | ---- |
| Либерально-демократическая партия                            | 15433            | 0    |
| Объединённая гражданская партия                              | 483              | 0    |
| Партия БНФ                                                   | 905              | 0    |
| Коммунистическая партия Беларуси                             | 29767            | 2    |
| Белорусская партия левых «Справедливый мир»                  | 571              | 0    |
| Белорусская социал-демократическая партия (Грамада)          | 5475             | 0    |
| Республиканская партия труда и справедливости                | 704              | 0    |
| Белорусская патриотическая партия                            | 0                | 0    |
| Белорусская партия «Зелёные»                                 | 0                | 0    |
| Консервативно-Христианская Партия - БНФ                      | 0                | 0    |
| Партия «Белорусская социал-демократическая Грамада»          | 0                | 0    |
| Социал-демократическая партия Народного Согласия             | 0                | 0    |
| Республиканская партия                                       | 0                | 0    |
| Белорусская аграрная партия                                  | 0                | 0    |
| Белорусская социально-спортивная партия                      | 0                | 0    |
| Партия свободы и прогресса                                   | 0                | 0    |
| Партия Белорусская Христианская Демократия                   | 0                | 0    |
| Белорусская партия трудящихся                                | 0                | 0    |
| Белорусская социал-демократическая партия (Народная Грамада) | 0                | 0    |

## ЧленыСовета республикиот Минской области
- Гайдукевич Сергей Васильевич
- Герасимович Светлана Михайловна
- Головатый Иван Иванович
- Железнова Нина Викентьевна
- Марченко Александр Анатольевич
- Радоман Николaй Вячеславович
- Сиренко Виктор Иванович
- Суконко Олег Григорьевич